# Ich Bin
Ich Bin (Io sono) è il singolo apripista del quinto album della cantante tedesca LaFee (quarto in lingua tedesca), Frei.
Pubblicato nel 2011, il brano mostra un nuovo sound per LaFee, più pop e allegro rispetto a quello degli album precedenti. LaFee si descrive infatti più matura e confessa che non si sentirebbe più a suo agio nei panni della ragazzina ribelle, seppur non rinneghi il suo passato.

## Tracce
Download digitale
1. Ich Bin – 2:55

Singolo
1. Ich Bin – 2:55
2. Unschuldig – 3:02